# Robert Kasting
Robert Kasting   (Ottawa, 28 d'agost de 1950) va ser un nedador canadenc, ja retirat, especialista en estil lliure, que va competir durant les dècades de 1960 i 1970.
El 1972 va prendre part en els Jocs Olímpics d'Estiu de Múnic, on va disputar quatre proves del programa de natació. Guanyà la medalla de bronze en els 4x100 metres estils, formant equip amb Erik Fish, William Mahony i Bruce Robertson i fou cinquè en els 4x100 metres lliures. En les altres proves quedà eliminat en sèries.
En el seu palmarès també destaquen una medalla d'or i quatre de plata als Jocs de la Commonwealth de 1966 i 1970; quatre de plata i una de bronze als Jocs Panamericans de 1967 i 1971 i nombrosos campionats nacionals. Es retirà el 1976, poc després de no classificar-se pels Jocs de Mont-real.